# Bryan Engelhardt
Bryan Engelhardt (Curaçao, 10 januari 1982) is een linkshandige Nederlandse honkballer, die als eerste honkman in de verdediging speelt. In 1998 speelde hij kort in de organisatie van de Baltimore Orioles in de Venezolaanse competitie (een Minor League). Daarna vertrok hij naar Nederland, waar hij in 2002 bij PSV in de honkbal hoofdklasse zijn debuut maakte. In 2004 stapte hij over naar Almere'90. Een groot deel van het seizoen 2005 was hij geblesseerd. In 2008, na degradatie van Almere'90, stapte hij over naar Kinheim.
Sinds 2002 maakt Engelhardt deel uit van het Nederlands honkbalteam en speelde onder meer op de WK's van 2003 en 2007 en de EK's van 2003 en 2007. Voor de Olympische Spelen van 2004 viel hij buiten de selectie, maar op de Olympische Spelen van 2008 in Peking was hij wel van de partij.
Op het WK van 2011 werd hij met Nederland wereldkampioen.
Sinds 2017 komt Engelhardt uit voor BSC Quick Amersfoort waar hij dat jaar samen speelde met Bas de Jong en zijn jongere broer Jos de Jong. 
In juni 2019 is hij wederom geselecteerd voor het Nederlands honkbalteam dat van 12 tot en met 21 juli 2019 deelneemt aan het World Port Tournament Baseball in Rotterdam. 
Sharnol Adriana · 
David Bergman · 
Leon Boyd · 
Yurendell de Caster · 
Rob Cordemans · 
Dave Draijer · 
Michael Duursma · 
Bryan Engelhardt · 
Percy Isenia · 
Sidney de Jong · 
Michiel van Kampen · 
Eugene Kingsale · 
Dirk van 't Klooster · 
Roel Koolen · 
Raily Legito · 
Diego Markwell · 
Shairon Martis · 
Martijn Meeuwis · 
Danny Rombley · 
Jeroen Sluijter · 
Tjerk Smeets · 
Alexander Smit · 
Juan Carlos Sulbaran · 
Pim Walsma